# Still Standing EP
Still Standing — мини-альбом рок-группы Yellowcard, выпущенный в 2000 году сразу после смены вокалистов (Бена Добсона на Райана Ки).

## Об альбоме
Still Standing записывался в той же студии, что и Midget Tossing и Where We Stand. В альбом вошли четыре песни: «Millenium Changed», «Radio Song Girl», «Drifting» и «Rock Star Land». Две из этих песен («Drifting» и «Rock Star Land») после небольшой коррекции вошли в трек-лист следующего альбома «One For The Kids», который группа записала, переехав в Калифорнию.
Также это единственный альбом группы, в котором Райан Ки не играет на ритм-гитаре (Это делает Тодд Клэри, вскоре ушедший из группы).

## Список композиций
1. "Rock Star Land" - 4:41
2. "Millennium Changed" - 3:45
3. "Radio Song Girl" - 4:12
4. "Drifting" - 3:29